# باربرا رينولدز
إيفا ماري باربرا رينولدز (13 يونيو 1914 - 29 أبريل 2015) كانت باحثة إنجليزية في الدراسات الإيطالية، ومؤلفة قواميس ومترجمة. قامت بتأليف وتحرير العديد من الكتب المتعلقة بدوروثي سايرز وكانت رئيسة جمعية دوروثي إل سايرز. بلغت المائة عام 2014. كان زواجها الأول من عالم اللغة والمترجم لويس ثورب.

## بدايتها
تلقت رينولدز، ابنة ألفريد تشارلز رينولدز، والابنة الروحية للكاتب دوروثي إل سايرز، تعليمها في مدرسة سانت بول للبنات وكلية الجامعة بلندن.

## حياة مهنية
كان رينولدز مدرسًا مساعدًا للغة الإيطالية في كلية لندن للاقتصاد من عام 1937 إلى عام 1940.خلال الحرب العالمية الثانية، عملت كمحاضر مساعد (1940-1945) في جامعة كامبريدج، ثم محاضرة جامعية في الأدب الإيطالي واللغة من 1945 إلى 1962. عملت كمراقب في ويلوبي هول، جامعة نوتنغهام، من عام 1963 إلى عام 1969، ومديرة الدراسات الإيطالية في نوتنغهام من عام 1966 إلى عام 1978. إلى جانب عملها التدريسي، شغلت منصب الرئيس التنفيذي والمحرر العام لقاموس كامبريدج الإيطالي من عام 1948 إلى عام 1981 ومدير تحرير مجلة Seven، مراجعة أدبية أنجلو أمريكية، من 1980 إلى 2004.
حصلت رينولدز على لقب القارئ الفخري في اللغة الإيطالية في جامعة وارويك من 1975 إلى 1980 وكان أستاذًا زائرًا في جامعة كاليفورنيا، بيركلي، 1974-1975، كلية ويتون، إلينوي، 1977-78، و1982، كلية ترينيتي، دبلن، 1980 و1981، وكلية الأمل، ميتشيغان، 1982. كانت رئيسة جمعية دوروثي إل سايرز من 1986 إلى 1994 والرئيسة من 1995.قام المسؤلون بها في السنوات الأخيرة ببرمجة الأحداث بانتظام ليوم 13 يونيو، عيد الميلاد المشترك لسايرز ورينولدز.

## الجوائز والتكريم
منحت الحكومة الإيطالية رينولدز ميداليتها الفضية لخدمات الثقافة الإيطالية في عام 1964. وفازت بجائزة Edmund G. Gardner التذكارية للدراسات الإيطالية في عام 1964 وجائزة Monselice الأدبية الدولية في عام 1976 لترجمتها لأورلاندو فوريوسو.

## المنشورات الرئيسية
عملها الرئيسي هو قاموس كامبردج الإيطالي، الذي كانت محرره العام. ظهر المجلد الأول عام 1962 والثاني عام 1981. ما وراء القاموس، كان كتابها الأول عبارة عن دراسة لأليساندرو مانزوني. أكملت ووضحت باراديسو، وهو المجلد الأخير لترجمة دوروثي إل سايرز المكونة من ثلاثة مجلدات للكوميديا الإلهية لدانتي، والتي تُركت غير مكتملة عند وفاة دوروثي سايرز. قام رينولدز بعد ذلك بترجمة La Vita Nuova من د دانتي أورلاندو فوريوسو من أرسطو لكلاسيكيات بنجوين . كتبت دراسة عن حياة دانتي وعمله، دانتي: الشاعر، المفكر السياسي، الرجل. في عام 1993، نشرت رينولدز سيرة ذاتية لسايرز، التي كانت والدتها الروحية، بعنوان دوروثي إل سايرز: حياتها وروحها (1993). كما قامت بتحرير أربعة مجلدات من رسائل سايرز ومجلد إضافي.

## فهرس
- أريوستو، لودوفيكو (1975). أورلاندو فوريوسو (جنون أورلاندو). الجزء الأول. ترجمه باربرا رينولدز. كلاسيكيات البطريق. ردمك 978-0-140-44311-0.
- أريوستو، لودوفيكو (1977). أورلاندو فوريوسو (جنون أورلاندو). الجزء الثاني. ترجمه باربرا رينولدز. كلاسيكيات البطريق. ردمك 978-0-140-44310-3.
- قاموس كامبردج الإيطالي: المجلد 1، الإيطالي-الإنجليزية. صحافة جامعة كامبرج. 1962. ISBN 9780521060592.
- قاموس كامبردج الإيطالي: المجلد 2، الإنجليزية-الإيطالية. صحافة جامعة كامبرج. 1981. ردمك 978-0521087087.
- دانتي: الشاعر، المفكر السياسي، الرجل. لندن: آي بي. توريس. 2006. ISBN 978-1-84511-161-8.
- دانتي أليغيري (1962). كوميديا دانتي أليغيري الفلورنسي. كانتيكا الثالث، الجنة. ترجمه دوروثي ل. باربرا رينولدز. كتب البطريق. ردمك 978-0140441055.
- دوروثي إل سايرز: حياتها وروحها. لندن: Hodder & Stoughton. 2002 [1993]. ردمك 0-340-72845-0.
- رسائل دوروثي إل سايرز: المجلد الأول 1899-1936: تأليف روائية بوليسية. لندن: Hodder & Stoughton. 1995. ISBN 9780340536230.
- رسائل دوروثي إل سايرز: المجلد الثاني 1937-1943: من كاتب روائي إلى كاتب مسرحي. لندن: Hodder & Stoughton. 1997. ISBN 9780951800041.
- رسائل دوروثي إل سايرز: المجلد الثالث 1944-1950: جرأة نبيلة. لندن: Hodder & Stoughton. 1998. ISBN 9780951800058.
- رسائل دوروثي إل سايرز: المجلد الرابع 1951-1957: في خضم الحياة. لندن: Hodder & Stoughton. 2000. ردمك 9780951800065.
- رسائل دوروثي إل سايرز: المجلد الخامس: طفل وامرأة في عصرها. لندن: Hodder & Stoughton. 2002. ISBN 9780951800072.
- الفكر العاطفي: لقاء دوروثي إل سايرز مع دانتي. كينت، أوهايو: مطبعة جامعة ولاية كينت. 1989. ISBN 0-87338-373-7.
- قاموس البطريق الإيطالي. البطريق. 1992. ISBN 978-1854710963.
- بترارك: العبقري المنسي. لندن: آي بي. توريس. 2009. ISBN 978-1845119850.
- راديس، وليام ؛ رينولدز، باربرا، محرران. (1987). فن المترجم: مقالات في تكريم بيتي راديس. كتب بنجوين . ردمك 0-14-009226-9.